# Stichianthus
Stichianthus là một chi thực vật có hoa trong họ Thiến thảo (Rubiaceae).

## Loài
Chi Stichianthus gồm các loài: